# Rząd Maria Montiego

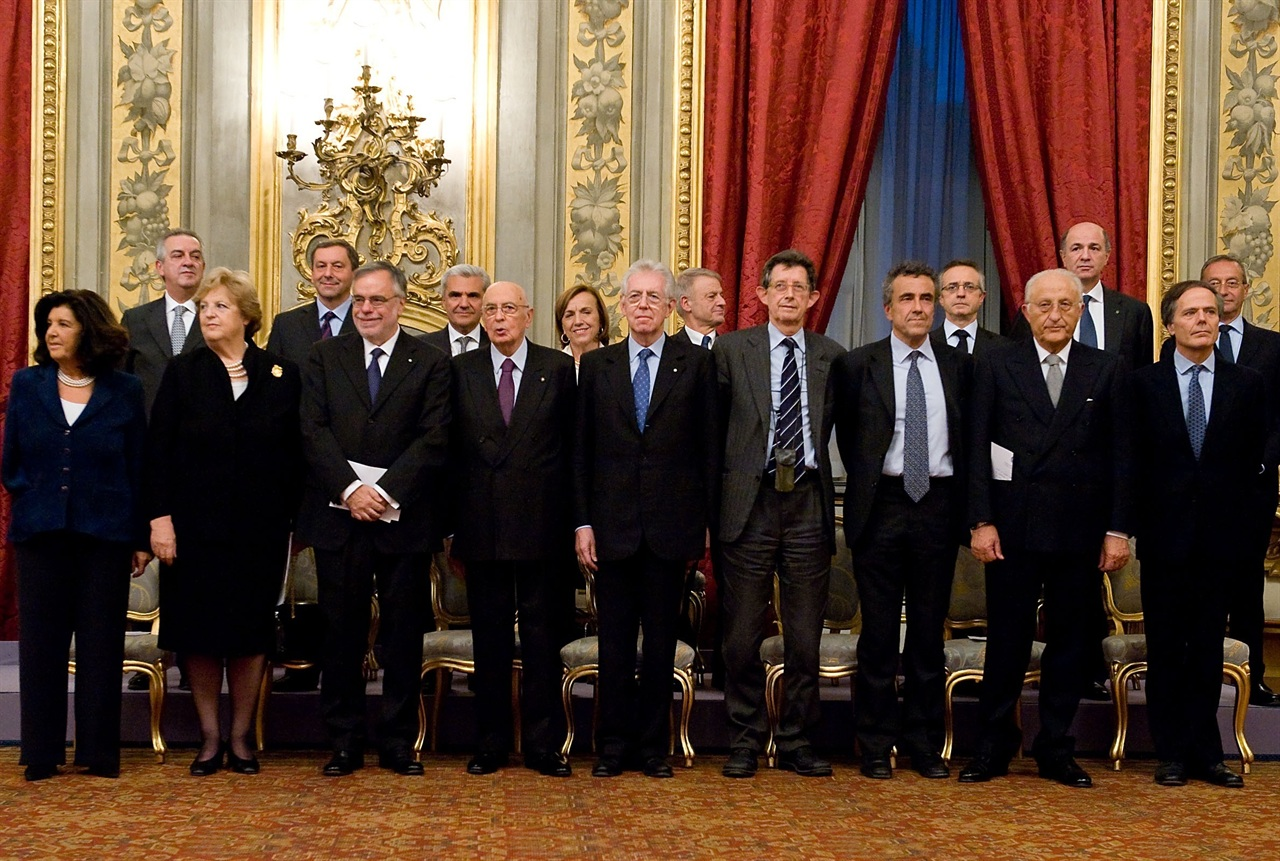
Ministrowie rządu i prezydent Giorgio Napolitano

Rząd Maria Montiego – rząd Republiki Włoskiej funkcjonujący od 16 listopada 2011 do 28 kwietnia 2013.
Gabinet został ukonstytuowany po dymisji złożonej przez poprzedniego premiera Silvia Berlusconiego w związku z kryzysem gospodarczym. Nowy rząd zaprzysiężono 16 listopada 2011, w jego skład weszły osoby bezpartyjne. Sekretarzem rządu został Antonio Catricalà. Rząd funkcjonował także po wyborach z lutego 2013 wobec niemożności utworzenia nowego gabinetu. 28 kwietnia 2013 zastąpiony został przez koalicyjny rząd, na którego czele stanął Enrico Letta.

## Skład rządu
- premier: Mario Monti
- minister spraw zagranicznych: Giulio Terzi di Sant’Agata (do 26 marca 2013), Mario Monti (od 26 marca 2013, p.o.)
- minister spraw wewnętrznych: Annamaria Cancellieri
- minister sprawiedliwości: Paola Severino
- minister gospodarki i finansów: Mario Monti (do 11 lipca 2012), Vittorio Grilli (od 11 lipca 2012)
- minister obrony: Giampaolo Di Paola
- minister pracy, spraw społecznych i równouprawnienia: Elsa Fornero
- minister zdrowia: Renato Balduzzi
- minister infrastruktury, transportu i rozwoju gospodarczego: Corrado Passera
- minister edukacji, szkolnictwa wyższego i badań naukowych: Francesco Profumo
- minister środowiska i planowania przestrzennego: Corrado Clini
- minister polityki rolnej, żywnościowej i leśnej: Mario Catania
- minister kultury: Lorenzo Ornaghi
- ministrowie bez teki:
  - do spraw europejskich: Enzo Moavero Milanesi
  - do spraw kontaktów z parlamentem: Dino Piero Giarda
  - do spraw spójności terytorialnej: Fabrizio Barca
  - do spraw współpracy społecznej krajowej i międzynarodowej: Andrea Riccardi
  - do spraw regionalnych, turystyki i sportu: Piero Gnudi
  - do spraw administracji publicznej i deregulacji: Filippo Patroni Griffi (od 29 listopada 2011)